# Kappa Cancri
Kappa Cancri (κ Cancri förkortat Kappa Cnc, κ Cnc), som också är stjärnans Bayerbeteckning, är en dubbelstjärna i sydöstra delen av stjärnbilden Kräftan. Stjärnan har en genomsnittlig skenbar magnitud på 5,23 och är synlig för blotta ögat där ljusföroreningar ej förekommer. Baserat på parallaxmätningar i Hipparcos-uppdraget på 6,1 mas beräknas den befinna sig på ca 531 ljusårs (163 parsek) avstånd från solen.

## Egenskaper
Kappa Cancri är klassificerad som en roterande variabel av Alfa2 Canum Venaticorum-typ (ACV) och dess ljusstyrka varierar inom magnitud 5,22-5,27 med en period av 5 dygn.
Den är en spektroskopisk dubbelstjärna med en omloppstid av 6,39 dygn och en excentricitet på 0,14. Primärstjärnan Kappa Cancri A har en massa som är 4,5 gånger solens massa, en radie som är 5 gånger solens, och en effektiv temperatur på 13 200 K. Följeskagaren Kappa Cancri B är en mindre stjärna med 2,1 gånger massan och 2,4 gånger radien hos solen, och har en effektiv temperatur av 8 500 K.